# 18 Batalion Celny

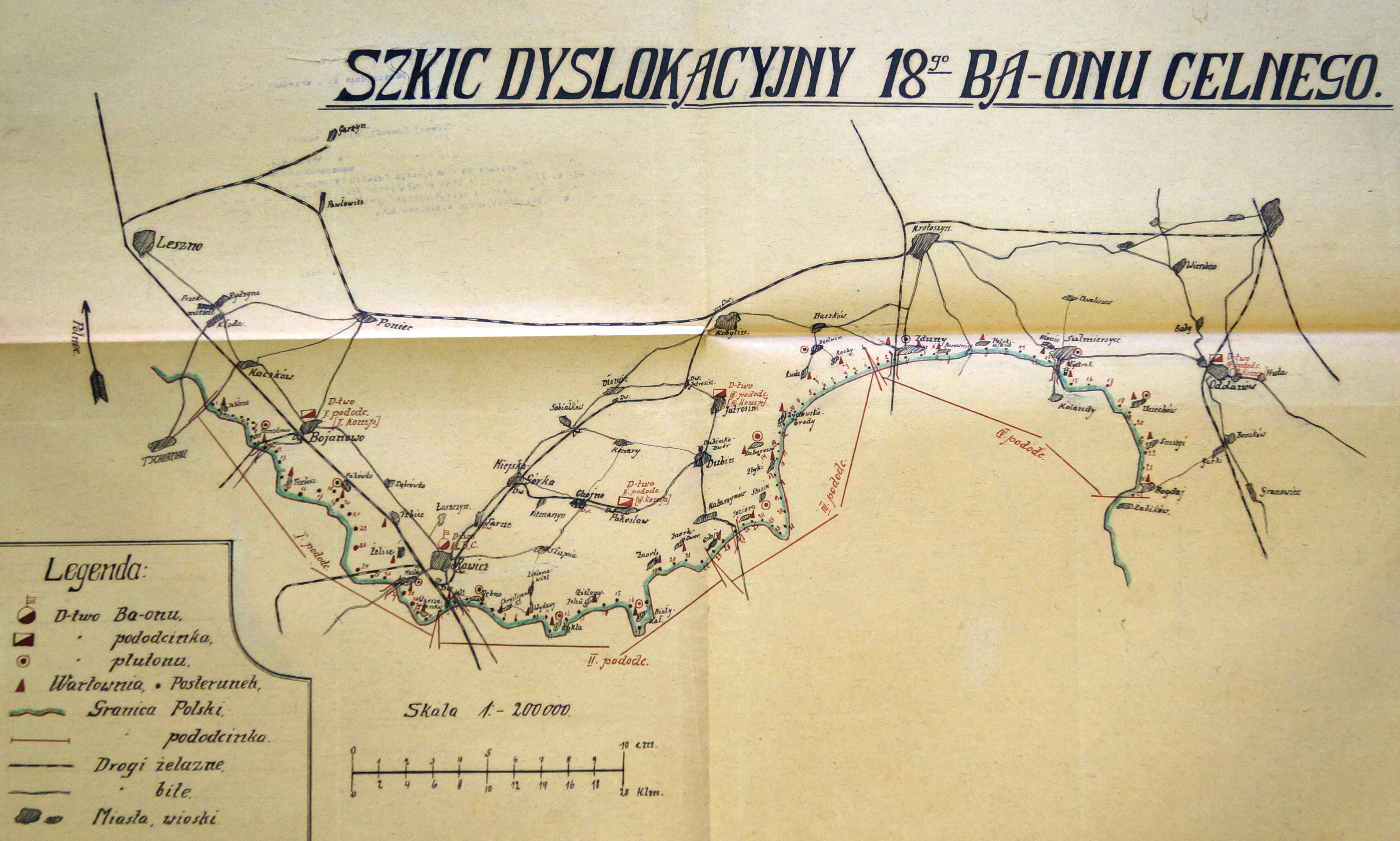
Szkic rozmieszczenia 18 batalionu celnego „Rawicz”

18 Batalion Celny – jednostka organizacyjna formacji granicznych II Rzeczypospolitej.

## Formowanie i zmiany organizacyjne
Na podstawie rozkazu Ministra Spraw Wojskowych nr 3046/Org z dnia 24 marca 1921 w miejsce batalionów wartowniczych i batalionów etapowych utworzone zostały bataliony celne. 18 batalion celny powstał w granicach DOG Poznań, a zorganizowano go na bazie 5/VII batalionu wartowniczego. Etat batalionu wynosił 14 oficerów i 600 szeregowych. Podlegał Komendzie Głównej Batalionów Celnych, a pod względem politycznym Ministrowi Spraw Wewnętrznych.
Mimo że batalion był w całym tego słowa znaczeniu oddziałem wojskowym, nie wchodził on w skład pokojowego etatu armii. Uniemożliwiało to uzupełnianie z normalnego poboru rekruta. Ministerstwo Spraw Wojskowych zarówno przy ich formowaniu, jak i uzupełnianiu przydzielało mu często żołnierzy podlegających zwolnieniu, oficerów rezerwy oraz szeregowców i oficerów zakwalifikowanych przez dowództwa okręgów generalnych jako nie nadających się do dalszej służby wojskowej. Rozkazem tajnym nr 10 z 7 października 1921 Komendant Główny Batalionów Celnych nakazał likwidację batalionów nr 14., 17. i 18. W myśl tego rozkazu 18 batalion celny miał przekazać swoją 1 kompanię do 19 batalionu celnego w Cieszynie, 2 kompanię do 7 batalionu celnego w Żywcu, 3 kompanię do 8 batalionu celnego w Nowym Sączu, a 4 kompanię do 6 batalionu celnego w Sanoku. W dniu 28 października wszystkie kompanie rozformowywanych batalionów winny odejść do miejsc nowego przeznaczenia.
Na terenie Wielkopolski batalion pełnił służbę do jesieni 1921. Z dniem 23 października 1921 odcinek granicy ochraniany przez batalion został przekazany odpowiednim komórkom organizacyjnym Straży Celnej.

## Służba celna
17 maja 1921 Główna Komenda Batalionów Celnych zarządziła zmiany dyslokacyjne batalionów. 3 batalion celny miał ochraniać odcinek granicy od Kłody do Bogdaja (droga do Bonikowa przez Bogdaj do Chajdan). Sztab batalionu rozlokowany miał być w Rawiczu.
Odcinek batalionowy podzielony był na cztery pododcinki, które obsadzały kompanie wystawiające posterunki i patrole. Posterunki wystawiano wzdłuż linii granicznej w taki sposób, by mogły się nawzajem widzieć w dzień. W tym zakresie batalion współpracował z posterunkami i patrolami Policji Państwowej. Współpraca polegała na tym, że te pierwsze wystawiały wzdłuż linii granicznej stale posterunki i patrole, natomiast policja tworzyła je w głębi strefy, poza linią graniczną. W zakresie ochrony granicy batalion podlegał staroście.
Sąsiednie bataliony
17 batalion celny w Lesznie ⇔ 14 batalion celny w Laskach – VI 1921

## Kadra batalionu
Dowódcy batalionu
| stopień | imię i nazwisko    | okres pełnienia służby | kolejne stanowisko |
| ------- | ------------------ | ---------------------- | ------------------ |
| por.    | Kazimierz Kasprzak | VI – X 1921            |                    |

## Struktura organizacyjna
| OdeB 18 batalionu celnego w Odolanowie na dzień 1 czerwca 1921 | OdeB 18 batalionu celnego w Odolanowie na dzień 1 czerwca 1921 | OdeB 18 batalionu celnego w Odolanowie na dzień 1 czerwca 1921 | OdeB 18 batalionu celnego w Odolanowie na dzień 1 czerwca 1921 | OdeB 18 batalionu celnego w Odolanowie na dzień 1 czerwca 1921 |
| -------------------------------------------------------------- | -------------------------------------------------------------- | -------------------------------------------------------------- | -------------------------------------------------------------- | -------------------------------------------------------------- |
| kompanie                                                       | 1. Trębaczów                                                   | 2. Chojnik                                                     | 3. Sulmierzyce                                                 | 4. Szkaradowo                                                  |
| dowódcy                                                        | por. Chudziak                                                  | por. Komorski                                                  | por. Hęćka                                                     | por. Kowalewski                                                |
|                                                                |                                                                |                                                                |                                                                |                                                                |
| placówki                                                       | Słupia                                                         | Konradów                                                       | Zduny                                                          | Dębno Polskie                                                  |
| placówki                                                       | Koza Wielka                                                    | Cieszyn                                                        | Borownica                                                      | fw. Krystynki                                                  |
| placówki                                                       | Miechów                                                        | Piła                                                           | Polski Ujazd                                                   | Wydawy                                                         |
| placówki                                                       | leśniczówka                                                    | Kocina                                                         | Sulmierzyce (strzelnica)                                       | Łąkta                                                          |
| placówki                                                       | Zbyczyna                                                       | Pawłów                                                         | Sulmierzyce (młyn)                                             | Zielony Jeleń                                                  |
| placówki                                                       | Drożki                                                         | Kąty Śląskie                                                   | Uciechów                                                       | Biały Kał                                                      |
| placówki                                                       | Rychtal                                                        | Niwki                                                          | Smugi                                                          | Zaorle                                                         |
| placówki                                                       |                                                                | Witnia                                                         | Bogdaj                                                         | Katarzynowo                                                    |
| placówki                                                       | Rybin                                                          | Możdżanów                                                      | Ostoje                                                         |                                                                |
| placówki                                                       | Frużów                                                         |                                                                | Jeziora                                                        |                                                                |
| placówki                                                       | Pisarzowice                                                    | Żbiki                                                          |                                                                |                                                                |
| placówki                                                       | Zaborowo                                                       |                                                                |                                                                |                                                                |
| placówki                                                       | Żydowski Bród                                                  |                                                                |                                                                |                                                                |
| placówki                                                       | Ruda                                                           |                                                                |                                                                |                                                                |
| placówki                                                       | Rochy                                                          |                                                                |                                                                |                                                                |
| placówki                                                       | Zduny                                                          |                                                                |                                                                |                                                                |
| OdeB 18 batalionu celnego w Rawiczu na dzień 1 lipca 1921      |                                                                |                                                                |                                                                |                                                                |
| kompanie                                                       | 1. Bojanowo                                                    | 2. Odolanów                                                    | 3. Jutrosin                                                    | 4. Słupia                                                      |
| dowódcy                                                        | por. Chudziak                                                  | por. Meler                                                     | por. Hęćka                                                     | por. Kowalewski                                                |
|                                                                |                                                                |                                                                |                                                                |                                                                |
| placówki                                                       | Jabłonna                                                       | Zduny cukrownia                                                | Ostoje                                                         | Dębno                                                          |
| placówki                                                       | Szlemzdrowo                                                    | Zduny                                                          | Jeziora                                                        | Krystjanki                                                     |
| placówki                                                       | Trzebosz                                                       | Borownica                                                      | Żbiki                                                          | Wydawy                                                         |
| placówki                                                       | Pakówka                                                        | Ujazd-Polski                                                   | Zaborowo                                                       | Łąkta                                                          |
| placówki                                                       | Izbice                                                         | Sulmierzyce-Błonie                                             | Żydowski Bród                                                  | Zielony Jeleń                                                  |
| placówki                                                       | Żelice                                                         | Sulmierzyce-Wiatrak                                            | Ruda                                                           | Biały Kał                                                      |
| placówki                                                       | Masłów                                                         | Uciechów                                                       | Rochy                                                          | Zaorle                                                         |
| placówki                                                       | Warszawianka                                                   |                                                                |                                                                | Katarzynowo                                                    |
| placówki                                                       | Kruty                                                          |                                                                |                                                                |                                                                |
| OdeB 18 bc w Rawiczu na dzień 1 października 1921              |                                                                |                                                                |                                                                |                                                                |
| kompanie                                                       | 1. Bojanowo                                                    | 2. Odolanów                                                    | 3. Jutrosin                                                    | 4. Pakosław                                                    |
| dowódcy                                                        | por. Celmer                                                    | por. Hęćka                                                     | por. Chudziak                                                  | ppor. Adamski                                                  |
|                                                                |                                                                |                                                                |                                                                |                                                                |
| placówki                                                       | Jabłonna                                                       | Zduny cukrownia                                                | Ostoje                                                         | Kąty                                                           |
| placówki                                                       | Szlemzdzowo                                                    | Zduny miasto                                                   | Stasin                                                         | Dębno                                                          |
| placówki                                                       | Trzebosz                                                       | Borownica                                                      | Żbiki                                                          | Krystjanki                                                     |
| placówki                                                       | Pakówka                                                        | Ujazd-Polski                                                   | Zaborów                                                        | Wydawy                                                         |
| placówki                                                       | Izbice                                                         | Sulmierzyce-Błonie                                             | Żydowskie Brody                                                | Łąkta                                                          |
| placówki                                                       | Żelice                                                         | Sulmierzyce-Wiatrak                                            | Ruda                                                           | Zielony Jeleń                                                  |
| placówki                                                       | Masłowo                                                        | Uciechów                                                       | Rochy                                                          | Biały Kał                                                      |
| placówki                                                       | Warszawianka                                                   | Smugi                                                          |                                                                | Zaorle                                                         |
| placówki                                                       |                                                                | Bogdaj                                                         | Zaorle Dwór                                                    |                                                                |